# Coralie Balmy
Coralie Balmy (La Trinité (Martinique), 8 juni 1987) is een Franse zwemster. Ze vertegenwoordigde Frankrijk op de Olympische Zomerspelen 2008 in Peking en op de Olympische Zomerspelen 2012 in Londen.

## Carrière
Bij haar internationale debuut, op de Europese kampioenschappen kortebaanzwemmen 2006 in Helsinki, eindigde Balmy op de zevende plaats op de 400 meter vrije slag en werd ze uitgeschakeld in de series van de 100 meter vrije slag en de 200 meter rugslag. Op de Europese kampioenschappen kortebaanzwemmen 2007 in Debrecen sleepte de Française de bronzen medaille in de wacht op de 200 meter vrije slag en eindigde ze vijfde op de 800 meter vrije slag en als zesde op de 400 meter vrije slag.
Tijdens de Europese kampioenschappen zwemmen 2008 in Eindhoven veroverde ze de zilveren medaille op de 400 meter vrije slag, op de 4x200 meter vrije slag veroverde ze samen met Laure Manaudou, Mylène Lazare en Alena Poptsjanka de Europese titel. Op de Olympische Zomerspelen van 2008 in Peking eindigde Balmy als vierde op de 400 meter vrije slag, op slechts 0,08 seconde van het brons en 0,38 seconde van het goud. Op de 800 meter vrije slag strandde ze in de series en op de 4x200 meter vrije slag eindigde ze samen met Ophélie-Cyrielle Etienne, Aurore Mongel en Camille Muffat op de vijfde plaats. In Rijeka nam de Française deel aan de Europese kampioenschappen kortebaanzwemmen 2008. Op dit toernooi veroverde ze de Europese titel op de 400 meter vrije slag en de zilveren medaille op de 800 meter vrije slag, op de 200 meter vrije slag eindigde ze als vijfde.
Tijdens de wereldkampioenschappen zwemmen 2009 in Rome eindigde Balmy als vijfde op de 400 meter vrije slag, op de 200 meter vrije slag werd ze uitgeschakeld in de halve finales en op de 800 meter vrije slag in de series. Samen met Ophélie-Cyrielle Etienne, Sophie Huber en Camille Muffat eindigde ze als zevende op de 4x200 meter vrije slag. Op de Europese kampioenschappen kortebaanzwemmen 2009 in Istanboel prolongeerde Balmy de Europese titel op de 400 meter vrije slag, daarnaast eindigde ze als achtste op 200 meter vrije slag en strandde ze in de series van de 100 meter vrije slag.
In Boedapest nam Balmy deel aan de Europese kampioenschappen zwemmen 2010, op dit toernooi eindigde ze als zesde op de 400 meter vrije slag en als achtste op de 200 meter vrije slag. Op de 4x200 meter vrije slag sleepte ze samen met Ophélie-Cyrielle Etienne, Margaux Farrell en Camille Muffat de zilveren medaille in de wacht, samen met Camille Muffat, Aurore Mongel en Ophélie-Cyrielle Etienne eindigde ze als zevende op de 4x100 meter vrije slag. Tijdens de wereldkampioenschappen kortebaanzwemmen 2010 in Dubai eindigde Balmy als vijfde op de 400 meter vrije slag en als achtste op de 800 meter vrije slag, op de 200 meter vrije slag strandde ze in de series. Op de 4x200 meter vrije slag behaalde ze samen met Camille Muffat, Mylène Lazare en Ophélie-Cyrielle Etienne een bronzen medaille.
Op de wereldkampioenschappen zwemmen 2011 in Shanghai eindigde de Française samen met Camille Muffat, Charlotte Bonnet en Ophélie-Cyrielle Etienne als vierde op de 4x200 meter vrije slag.
In Debrecen nam Balmy deel aan de Europese kampioenschappen zwemmen 2012. Op dit toernooi veroverde ze de gouden medaille op de 400 meter vrije slag en de zilveren medaille op de 800 meter vrije slag. Tijdens de Olympische Zomerspelen van 2012 in Londen eindigde de Française als zesde op de 400 meter vrije slag en als zevende op de 800 meter vrije slag, op de 4x200 meter vrije slag sleepte ze samen met Camille Muffat, Charlotte Bonnet en Ophélie-Cyrielle Étienne de bronzen medaille in de wacht. Op de Europese kampioenschappen kortebaanzwemmen 2012 legde Balmy, op de 400 meter vrije slag, beslag op de bronzen medaille.

## Internationale toernooien
| Jaar | Olympische Spelen                                                     | WK langebaan                                                                    | WK kortebaan                                                                      | EK langebaan                                                                       | EK kortebaan                                               |
| ---- | --------------------------------------------------------------------- | ------------------------------------------------------------------------------- | --------------------------------------------------------------------------------- | ---------------------------------------------------------------------------------- | ---------------------------------------------------------- |
| 2006 |                                                                       |                                                                                 | geen deelname                                                                     | geen deelname                                                                      | 7e 400m vrije slag 18e 200m rugslag 27e 100m vrije slag    |
| 2007 |                                                                       | geen deelname                                                                   |                                                                                   |                                                                                    | 200m vrije slag · 5e 800m vrije slag · 6e 400m vrije slag  |
| 2008 | 4e 400m vrije slag 12e 800m vrije slag 5e 4x200m vrije slag           |                                                                                 | geen deelname                                                                     | 400m vrije slag · 4x200m vrije slag                                                | 400m vrije slag · 800m vrije slag · 5e 200m vrije slag     |
| 2009 |                                                                       | 5e 400m vrije slag 10e 200m vrije slag 11e 800m vrije slag 7e 4x200m vrije slag |                                                                                   |                                                                                    | 400m vrije slag · 8e 200m vrije slag · 30e 100m vrije slag |
| 2010 |                                                                       |                                                                                 | 19e 200m vrije slag · 5e 400m vrije slag · 8e 800m vrije slag · 4x200m vrije slag | 8e 200m vrije slag · 6e 400m vrije slag · 7e 4x100m vrije slag · 4x200m vrije slag | geen deelname                                              |
| 2011 |                                                                       | 4e 4x200m vrije slag                                                            |                                                                                   |                                                                                    | geen deelname                                              |
| 2012 | 6e 400 meter vrije slag · 7e 800 meter vrije slag · 4x200m vrije slag |                                                                                 | geen deelname                                                                     | 400m vrije slag · 800m vrije slag                                                  | serie 200m vrije slag · 400m vrije slag                    |

## Persoonlijke records
Bijgewerkt tot en met 3 maart 2012
Kortebaan
| Afstand         | Tijd    | Datum            | Plaats    |
| --------------- | ------- | ---------------- | --------- |
| 100m vrije slag | 54,68   | 10 december 2009 | Istanboel |
| 200m vrije slag | 1.53,18 | 6 december 2008  | Angers    |
| 400m vrije slag | 3.56,24 | 16 november 2008 | Berlijn   |
| 800m vrije slag | 8.05,32 | 12 december 2008 | Rijeka    |

Langebaan
| Afstand         | Tijd    | Datum            | Plaats      |
| --------------- | ------- | ---------------- | ----------- |
| 100m vrije slag | 55,49   | 3 maart 2012     | Sabadell    |
| 200m vrije slag | 1.56,57 | 14 augustus 2008 | Peking      |
| 400m vrije slag | 4.03,29 | 26 juli 2009     | Rome        |
| 800m vrije slag | 8.25,32 | 22 april 2009    | Montpellier |